# Rudolf III van Bourgondië
Rudolf III van Bourgondië (circa 970 - 6 september 1032) was van 993 tot aan zijn dood koning van Bourgondië. Hij behoorde tot het Welfenhuis Auxerre en was bijgevolg de laatste Karolinger die heerste over Bourgondië.

## Levensloop
Rudolf III was de zoon van koning Koenraad van Bourgondië en diens tweede echtgenote Mathilde, dochter van koning Lodewijk IV van Frankrijk. 
Na het overlijden van zijn vader in 993 werd hij in Lausanne verkozen en gekroond tot koning van Bourgondië. Rudolf heerste echter enkel over het land tussen de Midden-Rhône tot aan het Meer van Genève. Rudolfs pogingen om kort na zijn machtsaantrede confiscaties door te voeren, leidde tot een opstand van de regionale adel. Hij werd door zijn tegenstanders in een oorlog verslagen. Enkel met de steun van keizer Otto III en diens grootmoeder Adelheid van Bourgondië slaagde hij erin om zijn koninklijke autoriteit opnieuw te herstellen.
Eerst was Rudolf gehuwd met Agiltrud, dochter van prins Pandulf I van Capua-Benevento; zij stierf in februari 1011. Het huwelijk bleef kinderloos. Vervolgens huwde hij op 28 juni 1011 met Irmingard. Nog tijdens de verloving schonk Rudolf zijn tweede echtgenote het graafschap en de stad Vienne met de burcht van Pipet, het graafschap Sermorens en de talrijke bezittingen tussen het graafschap Vienne en het Meer van Genève. Ook het huwelijk met Irmingard bleef kinderloos. Wel had hij een buitenechtelijke zoon Hugo, die in 1019 bisschop van Lausanne werd.
Rudolf kon in 17 van de 35 Bourgondische bisdommen koningsrechten uitoefenen. Als eerste koning van Bourgondië begon hij de bisschoppen graafschappen te verlenen. In 996 droeg Rudolf het graafschap in en rond Tarentaise over aan de aartsbisschop van Tarentaise, in 999 gaf hij de bisschop van Sion het graafschap Wallis, in 1011 schonk hij het graafschap Vaud aan de bisschop van Lausanne en in 1023 kreeg de aartsbisschop van Vienne het graafschap in en rond Vienne toegewezen. Op die manier wilde Rudolf zijn koninklijke macht consolideren en de loyaliteit van de bisschoppen belonen.
In 1016 ontstond er een conflict tussen Rudolf en graaf Otto Willem van Bourgondië over de installatie van Gauthier als nieuwe aartsbisschop van Besançon. Omdat Rudolf kinderloos bleef, kon Otto Willem zijn aanspraken op het koninkrijk Bourgondië geldig maken. Als gevolg van het conflict stelde Rudolf III in maart 1016 keizer Hendrik II, de zoon van zijn zus Gisela van Bourgondië, in Straatsburg aan tot officiële erfgenaam. Hendrik voerde vervolgens een onsuccesvolle oorlog tegen Otto Willem. Desondanks onderwierpen de bondgenoten van Otto Willem zich aan Rudolf en vroegen ze hem vergeving voor hun rebellie. Tijdgenoten vermoedden dat de Bourgondische adel daarmee een sterke koninklijke macht probeerden af te weren. 
In februari 1018 werd in Mainz het erfrecht van keizer Hendrik II op Bourgondië bevestigd. Hierdoor verloor Rudolf het grootste deel van zijn macht en was hij vanaf dan een schaduwkoning die zich buiten lokale conflicten hield. Na de dood van Hendrik II in 1024 was het vraagstuk rond de erfopvolging in Bourgondië terug open. Hendriks opvolger, Koenraad II had geen familiebanden met Rudolf. Koenraad II wilde echter ook de erfrechten van Hendrik II erven en bezette daarom in 1025 Bazel. Eind 1026 was er een toenadering tussen Koenraad en Rudolf merkbaar. Nadat Rudolf op Pasen 1027 de keizerskroning van Koenraad II in Rome had bijgewoond, sloten de twee in augustus 1027 in Bazel vrede. Hierdoor kreeg Koenraad II de erfrechten over Bourgondië toegewezen.
Rudolf III van Bourgondië stierf in april 1032 en werd bijgezet in de Kathedraal van Lausanne. Hiermee kwam een einde aan het huis Auxerre, de Bourgondische tak van de Welfen. Na zijn dood ontstond er een kort erfconflict over Bourgondië tussen keizer Koenraad II en graaf Odo II van Blois. Uiteindelijk wist Koenraad zijn macht in Bourgondië door te drukken en in 1038 benoemde hij zijn zoon Hendrik III tot koning van Bourgondië.

## Voorouders
| Voorouders van Rudolf III van Bourgondië (970-1032) | Voorouders van Rudolf III van Bourgondië (970-1032)                       | Voorouders van Rudolf III van Bourgondië (970-1032)                       | Voorouders van Rudolf III van Bourgondië (970-1032)                      | Voorouders van Rudolf III van Bourgondië (970-1032)                      |                                                                          |
| --------------------------------------------------- | ------------------------------------------------------------------------- | ------------------------------------------------------------------------- | ------------------------------------------------------------------------ | ------------------------------------------------------------------------ | ------------------------------------------------------------------------ |
| Overgrootouders                                     | Rudolf I van Bourgondië (855-912) ∞ 888 Willa (865-voor 924)              | Burchard II van Zwaben (883-926) ∞ Regelinda (-958)                       | Karel de Eenvoudige (879-929) ∞ 918 Hedwig van Wessex (903-951)          | Hendrik de Vogelaar (876-936) ∞ 909 Mathilde van Ringelheim (895-968)    |                                                                          |
| Grootouders                                         | Rudolf II van Bourgondië (890-937) ∞ 922 Bertha van Zwaben (907-voor 966) | Rudolf II van Bourgondië (890-937) ∞ 922 Bertha van Zwaben (907-voor 966) | Lodewijk IV van Frankrijk (920-954) ∞ 939 Gerberga van Saksen (913-984)  | Lodewijk IV van Frankrijk (920-954) ∞ 939 Gerberga van Saksen (913-984)  |                                                                          |
| Ouders                                              | Koenraad van Bourgondië (922-993) ∞ 964 Mathilde van Frankrijk (943-992)  | Koenraad van Bourgondië (922-993) ∞ 964 Mathilde van Frankrijk (943-992)  | Koenraad van Bourgondië (922-993) ∞ 964 Mathilde van Frankrijk (943-992) | Koenraad van Bourgondië (922-993) ∞ 964 Mathilde van Frankrijk (943-992) | Koenraad van Bourgondië (922-993) ∞ 964 Mathilde van Frankrijk (943-992) |